# Paul Lange (kanovaarder)
Paul Lange (Oberhausen 6 februari 1931 - aldaar, 15 maart 2016) was een Duits kanovaarder. 
Lange won tijdens de Olympische Zomerspelen 1960 de gouden medaille in de K-1 4x500 meter, dit onderdeel stond alleen in Rome op het olympische programma. Daarnaast was het de enige olympische gouden teammedaille behaald door het Duits eenheidsteam op de Olympische Spelen waarbij het aantal Oost-Duitse en West-Duitse in evenwicht was. Lange won tijdens de wereldkampioenschappen van 1958 met de West Duitse ploeg de gouden medaille op de 4x500 meter K-1 en de bronzen medaille op de K-2 500 meter.

## Belangrijkste resultaten

### Olympische Zomerspelen
| Editie | Plaats | Resultaten |
| ------ | ------ | ---------- |
| 1960   | Rome   | K-1 4x500m |

### Wereldkampioenschappen vlakwater
| Jaar | Plaats | Resultaten            |
| ---- | ------ | --------------------- |
| 1958 | Praag  | K-1 4x500m · K-2 500m |

1960: Dieter Krause & Paul Lange & Günter Perleberg & Friedhelm Wentzke